# Alexandre Ferrer
Alexandre Ferrer   (Pertús, 28 de març de 1990), conegut com a Alex Ferrer, és un antic pilot de trial occità. El 2008 va guanyar el Campionat d'Europa júnior i el 2012 el mundial de la mateixa categoria, a més del Campionat Open i el Campionat de França. Ferrer va revalidar aquest darrer títol quatre vegades consecutives entre el 2015 i el 2018. Durant tota la seva etapa professional va estar lligat a l'equip oficial de Sherco.

## Palmarès
| Any  | Motocicleta | C. del Món Outdoor | C. del Món Indoor | C. de França |
| ---- | ----------- | ------------------ | ----------------- | ------------ |
| 2008 | Sherco      | -                  | -                 | -            |
|      |             |                    |                   |              |
| 2012 | Sherco      | 15è                | 9è                | 1r           |
| 2013 | Sherco      | 9è                 | 8è                |              |
| 2014 | Sherco      | 8è                 | 13è               |              |
| 2015 | Sherco      | 7è                 | 5è                | 1r           |
| 2016 | Sherco      | 13è                | 6è                | 1r           |
| 2017 | Sherco      | 15è                | 9è                | 1r           |
| 2018 | Sherco      | 14è                | 9è                | 1r           |
| 2019 | Sherco      | -                  | 10è               |              |

Notes
1. ↑  Campió d'Europa Júnior
2. ↑  Campió del món Júnior i Campió del món Open